# Conrad Balatoni
Conrad Balatoni (Leeds, Anglia, 1991. január 27. –) magyar és osztrák felmenőkkel rendelkező angol labdarúgó, aki jelenleg az Ayr Unitedben játszik, hátvédként.

## Pályafutása

### Heart of Midlothian
Balatoni családja gyermekkorában Edinburgh-ba költözött. Fiatalon a Heart of Midlothian szurkolója volt, majd bekerült a csapat ifiakadémiájára. 2008. november 12-én, egy Hamilton Academical elleni mérkőzésen került fel először az első csapat keretéhez, de végig a cserepadon ült. 2010 augusztusában kölcsönadták a Partick Thistle-nek, hogy tapasztalatot gyűjtsön. Visszatérése után a Hearts első csapatával edzőtáborozott Toszkánában. 2011 júliusában ismét a Partickhoz került kölcsönben, valamint az anyagi gondokkal küzdő Hearts azt tanácsolta neki, hogy keressen új csapatot. Ennek ellenére kölcsönszerződése lejárta után visszatért a csapathoz, de 2012. január 31-én közös megegyezéssel szerződést bontott az együttessel és szabadon igazolhatóvá vált.

### Patrick Thistle
2012. február 16-án a szezon végéig szóló szerződést írt alá a Partick Thistle-lel, ahol korábban már kétszer járt kölcsönben. Jól teljesített, így az idény végén új, két évre szóló kontraktust kapott a klubtól. A 2012/13-as szezonban a szurkolók egyik kedvencévé vált, mivel a védelemben nyújtott megbízható játéka mellett gólokkal is segítette csapatát. 2013 januárjában, a Falkirk 4-1-es legyőzése során kétszer volt eredményes, majd a következő fordulóban, a Cowdenbeath ellen is betalált. Csapata bajnok lett a skót másodosztályban, így kilenc év után visszajutott az élvonalba. Balatoni az év legjobb játékosának és az év legjobb fiataljának járó díjat is megkapta a szezon végén, valamint új szerződést is kapott.
A játékos a 2013/14-es idény első meccsén, a Dundee United ellen mutatkozhatott be a Scottish Premiershipben. A következő szezon vége felé úgy döntött, hogy nem hosszabbítja meg lejáró szerződését a csapattal. Távozása után próbajátékon járt az angol Bradford Citynél, a Dunfermline Athletic pedig szerződést ajánlott neki.

### Kilmarnock
2015. szeptember 12-én Balatoni rövid távú, 2016 januárjáig érvényes szerződést írt alá a Kilmarnockkal, amit november 23-án 2018 nyaráig meghosszabbítottak. 2016 áprilisában csapata menedzsere, Lee Clark élesen kritizálta, amiért az Inverness Caledonian Thistle ellen egy rövid hazaadással nehéz helyzetbe hozta kapusát, aki végül az ellenfél támadójának buktatása miatt piros lapot kapott. A 2015/16-os évad után a Kilmarnock bejelentette, hogy Balatoni is azok között a játékosok között van, akik átadólistára kerültek. 2016. augusztus 30-án szerződést bontott vele a csapat.

### Ayr United
2016. szeptember 2-án a szezon végéig szóló szerződést kötött a másodosztályú Ayr Uniteddel.

### A válogatottban
Balatoni az angol és a skót mellett a magyar és az osztrák válogatottban is szerepelhet, mivel anyai nagyszülei Magyarországról, illetve Ausztriából menekültek Angliába a második világháború idején. A játékos saját elmondása szerint örömmel venné, ha meghívnák a magyar vagy az osztrák válogatottba.

## Sikerei, díjai

### Partick Thistle
- A Scottish First Division bajnoka: 2012/13

## Külső hivatkozások
- Conrad Balatoni pályafutásának statisztikái a Soccerbase oldalon (angolul)